# (10550) Malmö
(10550) Malmö, désignation internationale (10550) Malmo, est un astéroïde de la ceinture principale.

## Description
(10550) Malmo est un astéroïde de la ceinture principale. Il fut découvert le 2 septembre 1992 à La Silla par Eric Walter Elst. Il présente une orbite caractérisée par un demi-grand axe de 2,63 UA, une excentricité de 0,03 et une inclinaison de 4,6° par rapport à l'écliptique.

## Compléments